# فرمانده نیروی هوایی ارتش جمهوری اسلامی ایران
فرمانده نیروی هوایی ارتش جمهوری اسلامی ایران ارشدترین جایگاه در مجموعه نیروی هوایی ارتش جمهوری اسلامی ایران است، که فرماندهی و کنترل بر کلیه پایگاه‌ها و یگان‌های زیرمجموعه نیروی هوایی ارتش ایران را برعهده دارد. فرمانده نیروی هوایی ارتش، با پیشنهاد فرمانده کل ارتش و با حکم رهبر جمهوری اسلامی ایران در جایگاه فرمانده کل قوا منصوب می‌شود.
این سمت نخستین بار در سال ۱۳۰۳ تحت عنوان فرمانده قوای هوایی ایران (و بعدها فرمانده نیروی هوایی شاهنشاهی ایران) تشکیل شد و نخستین فرمانده آن سرهنگ احمد نخجوان بود. هم‌اکنون سرتیپ حمید واحدی فرماندهی نیروی هوایی ارتش ایران را برعهده دارد.